# Bent Sørmo
Bent Langåssve Sørmo (Levanger, 22 september 1996) is een Noors voetballer die sinds 2021 uitkomt voor Zulte Waregem.

## Clubcarrière
Sørmo werd geboren in Levanger. Hij begon zijn seniorencarrière bij de lokale voetbalclub, Levanger FK. In januari 2014 versierde hij een transfer naar Rosenborg BK. Daar kwam hij nauwelijks in actie in het eerste elftal: in april 2014 kreeg hij een basisplaats in de bekerwedstrijd tegen Orkla FK, en begin juli kreeg hij een invalbeurt van een paar minuten in de Europa League-kwalificatiewedstrijd tegen FK Jelgava. Rosenborg leende hem in maart 2015 weer uit aan zijn ex-club Levanger FK en liet hem in de zomer van 2015 zelfs definitief terugkeren. In december 2017 vertrok Sørmo opnieuw bij Levanger, ditmaal naar Kristiansund BK.
Op zijn 24e verliet hij voor het eerst de Noorse competitie: in juni 2021 ondertekende hij een contract voor drie seizoenen bij de Belgische eersteklasser Zulte Waregem.

## Interlandcarrière
Sørmo was in het verleden Noors jeugdinternational.